# Young Shire
Koordinaten: 34° 18′ S, 148° 18′ O

Young Shire war ein lokales Verwaltungsgebiet (LGA) im australischen Bundesstaat New South Wales. Das Gebiet war 2.694 km² groß und hatte zuletzt etwa 12.000 Einwohner. 2016 ging es im Hilltops Council auf.
Young lag in der South-Eastern-Region des Staates etwa 380 km westlich der Metropole Sydney und 160 km nordwestlich der australischen Hauptstadt Canberra. Das Gebiet umfasste 32 Ortsteile und Ortschaften: Ashville, Bendick Murrell, Berthong, Boara, Bulla Creek, Burrangong, Crowther, Kikiamah, Maimuru, Memagong, Milvale, Monteagle, Murringo, Pitstone, Shirrenden Hill, Thuddungra, Tubbul, Tyagong, Victoria Gully, Victoria Hill, Wambanumba, Warrangong, Weedallion, Wirrimah, North Young, South Young und Teile von Bribbaree, Greenethorpe, Grogan, Koorawatha, Wombat und Young. Der Sitz des Shire Councils befand sich in der Ortschaft Young im Zentrum der LGA, wo zuletzt etwa 7.200 Einwohner lebten.

## Verwaltung
Der Young Shire Council hatte neun Mitglieder, die von allen Bewohnern der LGA gewählt wurden. Young war nicht in Bezirke untergliedert. Aus dem Kreis der Councillor rekrutierte sich auch der Mayor (Bürgermeister) des Councils.